# Noonie Bao
Jonnali Mikaela Parmenius (Estocolmo, 9 de agosto de 1987), conhecida artisticamente como Noonie Bao, é uma cantora, compositora e produtora musical sueca, conhecida pelas colaborações com Katy Perry, Zara Larsson, Charli XCX, Camila Cabello, Zedd, Avicii, Kygo, David Guetta, Clean Bandit, Alesso e Carly Rae Jepsen.